# Lenguas Benue-kwa
Las lenguas Benue-kwa o lenguas Volta-Congo meridionales constituyen el mayor grupo las lenguas Volta-Congo. Estas lenguas ocupan gran parte de África Occidental, toda África Central, África Meridional y África Oriental meridional.
Aunque existen discrepancias menores entre diversos autores, la mayoría de ellos coinciden en que existen tres ramas principales:
- Lenguas kwa, que se hablan en Costa de Marfil, en Ghana, Togo y Benín y en la parte sudoeste de Nigeria.
- Lenguas Volta-Níger, que incluyen a las lenguas demográficamente más importantes del sur de Nigeria, Benín, Togo y sureste de Ghana como el yoruba, el igbo, el edo, el fon y el  ewe.
- Lenguas Benue-Congo, que incluyen a las lenguas bantú y otras lenguas bantoides, las lenguas del río Cross y otras lenguas de Nigeria y Camerún.

Algunos autores proponen que las últimas dos ramas estarían más cercanas entre sí, aunque no existe acuerdo general sobre la relación de estas tres ramas.

## Comparación léxica
Los numerales reconstruidos para diferentes grupos de lenguas Benue-Kwa:
| GLOSA | PROTO- KWA | PROTO- VOLTA- NÍGER | PROTO- BENUE- CONGO | PROTO- BENUE- KWA |
| ----- | ---------- | ------------------- | ------------------- | ----------------- |
| '1'   | *kʷo /*-ɖɪ | *-kp͡a /*-rĩ         | *-ɗĩ                | *-ɗĩ /*-kp͡a(?)    |
| '2'   | *-β̃ia      | *-ba(ɟi)            | *-βari              | *-badi            |
| '3'   | *-tãi      | *-tãi               | *-tãri              | *-tãri            |
| '4'   | *-nã       | *-nai               | *-nai               | *-nai             |
| '5'   | *-tɔnu     | *tõː- /*-coni       | *coŋ                | *ton-             |
| '6'   |            |                     | *5+1                |                   |
| '7'   | *-tɔnu-β̃ĩa | *tõː-ba(?)          | *5+2                |                   |
| '8'   |            | *-naːnai            | *5+3                |                   |
| '9'   |            | *-tõ-nai            | *5+4                |                   |
| '10'  | *-wo       | *-wo                | *-wo(b)             | *-wo-             |